# Championnat du Panama de football 1995-1996
Navigation
Saison précédente Saison suivante
Le Championnat ANAPROF 1995-1996 est la huitième édition de la première division panaméenne.
Lors de ce tournoi, le San Francisco FC a conservé son titre de champion du Panama face aux neuf meilleurs clubs panaméens.
Seulement deux places étaient qualificatives pour la Coupe des champions de la CONCACAF et une place pour la Coupe des vainqueurs de coupe de la CONCACAF.

## Les 10 clubs participants
| \| Panama City : Atlético Nacional Euro Kickers Panamá Viejo FC CD Plaza Amador Orión Municipal Tauro FC CD Pan de Azúcar I Panama City Atlético Chiriquí I Panama City I Panama City I Panama City San Francisco FC I Panama City Bravos del Projusa \| Localisation des clubs engagés dans le championnat. |
| Panama City : Atlético Nacional Euro Kickers Panamá Viejo FC CD Plaza Amador Orión Municipal Tauro FC CD Pan de Azúcar I Panama City Atlético Chiriquí I Panama City I Panama City I Panama City San Francisco FC I Panama City Bravos del Projusa                                                           |

| Club                    | Stade                                    | Capacité          | Ville                |
| Atlético Nacional (en)  | Stade Agustín Sánchez                    | 3 040             | Panama City          |
| Bravos del Projusa (es) | Stade Omar Torrijos                      | Capacité inconnue | Santiago de Veraguas |
| Atlético Chiriquí       | Stade Kenny Serracin                     | Capacité inconnue | David                |
| Euro Kickers            | Stade Rommel Fernández Stade Javier Cruz | 32 000 2 500      | Panama City          |
| Orión Municipal (en)    | Camp d'entrainement Luis Tapia           | 800               | Panama City          |
| CD Pan de Azúcar (en)   | Stade Javier Cruz                        | 2 500             | San Miguelito        |
| Panamá Viejo FC         | Stade Rommel Fernández                   | 32 000            | Panamá Viejo         |
| CD Plaza Amador         | Stade Rommel Fernández                   | 32 000            | Panama City          |
| San Francisco FC        | Stade Agustín Sánchez                    | 3 040             | La Chorrera          |
| Tauro FC                | Stade Rommel Fernández                   | 32 000            | Panama City          |

## Bilan du tournoi
| Tableau d'Honneur        |                  |
| Compétition              | Vainqueur        |
| Championnat ANAPROF 1996 | San Francisco FC |

| Qualifications continentales 1995-1996       |                       |
| Coupe des champions de la CONCACAF           | Qualifiés             |
| Deuxième tour de qualification               | Cosmos FC             |
| Premier tour de qualification                | Deportivo Árabe Unido |
| Coupe des vainqueurs de coupe de la CONCACAF | Qualifiés             |
| Deuxième tour de qualification               | Deportivo Árabe Unido |

| Promotions et relégations |                                                  |
| Relégué en Primera A      | Orión Municipal (en)                             |
| Promu de Primera A        | Deportivo Árabe Unido Cosmos FC Ejecutivo Junior |